# Die letzte Metro
Die letzte Metro (Originaltitel: Le Dernier Métro) ist ein französisches Filmdrama von François Truffaut aus dem Jahr 1980 mit Catherine Deneuve und Gérard Depardieu in den Hauptrollen.

## Handlung
Zu Fotografien und kurzen Ausschnitten aus zeitgenössischen Filmdokumenten führt ein aus dem Off gesprochener Kommentar mit wenigen Sätzen in den zeitgeschichtlichen Hintergrund der Handlung ein: Paris im September 1942, die nördliche Hälfte Frankreichs ist von der deutschen Armee besetzt, im Pariser Straßenbild die Uniformen der deutschen Soldaten, vor den Kinos die Aushänge mit den Namen deutscher Schauspieler, Menschen, die laufen, um „die letzte Metro“ noch zu erreichen, damit sie vor der um 23 Uhr einsetzenden Ausgangssperre zu Hause ankommen. Von diesem realen Hintergrund wechselt der Kommentar direkt zum fiktiven Ort der nun einsetzenden Handlung: Am Théâtre Montmartre werde gerade ein neues Stück geprobt, aber, so behauptet der Kommentar, der Intendant des Theaters, Lucas Steiner, habe Frankreich verlassen müssen.
Das Théâtre Montmartre ist nun der Ort, an dem die unterschiedlichsten Geschichten – solche alltäglicher Art und solche politischer Art – aufeinandertreffen: Von der Anbändelei der Kostümbildnerin Arlette mit der jungen Schauspielerin Nadine bis zu den Bedrohungen des Spielbetriebs durch Daxiat, den Chefredakteur einer antisemitischen Zeitschrift, von kleineren Schwarzmarkt-Geschäften bis zur Durchsuchung des Theaters durch Gestapo-Leute sowie zahlreiche weitere – teils anekdotische – Geschichten mehr.
Im Zentrum aber stehen drei Figuren. Bald zeigt sich, dass Lucas Steiner, ein deutscher Jude, Frankreich nicht verlassen hat, sondern sich im Keller des Theaters versteckt hält. Und so ist es seine Frau Marion, die versucht, die Gefahren der politischen Lage und die menschlichen Komplikationen zu meistern und das Theater weiterzuführen. Bernard Granger, ein Frauenheld und bekannter Schauspieler und – wie sich herausstellt – Mitglied der Résistance, bekommt neben Marion Steiner die zweite Hauptrolle in dem neuen Theaterstück.
Lucas Steiner kann durch seinen Verbleib im Keller des Theaters, von dem auch niemand aus dem Ensemble etwas ahnt, nicht mehr am sozialen Leben teilnehmen. Über das Radio und Zeitungen bekommt er mit, wie auch französische Antisemiten gegen den Einfluss der Juden auf die Kultur Frankreichs hetzen. Seine einzige Verbindung zur Außenwelt ist seine Frau Marion sowie ein kleiner Lüftungsschacht, durch den er das Geschehen auf der Bühne verfolgt. Sein Tagesablauf besteht nun ausschließlich darin, die gehörten Theaterproben auszuwerten und mit Marion zu besprechen und gegebenenfalls zu korrigieren. Dadurch gerät ihre Beziehung ins Wanken. Lucas bemerkt, dass die von Marion und Bernard gespielte Liebesszene nicht authentisch genug wirkt. Er fordert Marion auf, sie mit mehr Energie zu spielen, wodurch er indirekt die sich entwickelnde Liebe zwischen Bernard und Marion fördert.
Die Premiere des Stücks und die weiteren Aufführungen werden ein großer Erfolg. Doch die Bedrohungen durch antisemitische Kräfte nehmen zu. Bernard Granger verlässt das Théâtre Montmartre, um sich ganz der Résistance anzuschließen.
Schließlich ein großer zeitlicher Sprung in den August 1944: In kurzen Szenen zeigt der Film beispielhaft einige typische Wirren der Zeit der Libération. Bald darauf wird am Théâtre Montmartre ein neues Stück aufgeführt, und wieder sind die Hauptdarsteller Marion Steiner und Bernard Granger. Zum Schlussapplaus kann auch der Regisseur und Leiter des Theaters auf die Bühne gebeten werden – Lucas Steiner.

### Teil 2 einer (geplanten) Trilogie
François Truffaut sah in Die letzte Metro den zweiten Teil einer geplanten Trilogie. Hatte er in Die amerikanische Nacht die Intrige in der Filmwelt, bei Dreharbeiten angesiedelt, dann in Die letzte Metro in der Theaterwelt, so sollte der letzte Teil in der Welt der Pariser Music-Halls spielen. Dies Projekt – für den Film war der Titel L’Agence Magic vorgesehen – konnte Truffaut, gestorben 1984 im Alter von nur 52 Jahren, nicht mehr realisieren.

### Dreharbeiten
Die Dreharbeiten fanden im Zeitraum vom 28. Januar 1980 bis zum 21. April 1980 an den folgenden Orten in und bei Paris statt: Im Théâtre Saint-Georges (die Szenen im Theatersaal und auf der Bühne), in und auf dem Gelände einer leerstehenden ehemaligen Schokoladenfabrik in Clichy (alle sonstigen Szenen im und vor dem Theater), im Hôtel de Crillon (Domizil vom Marion Steiner, im Film unter dem Namen „Hôtel du Pont Neuf“), in der Kirche Notre-Dame-des-Victoires (die Szene, in der Bernards Kamerad verhaftet wird) und in einigen weiteren Innen- und Außendekors.

### Das Theaterstück:La Disparue
Von Jean-Loup Cottins, der an Stelle von Lucas Steiner die Regie übernommen hat, wird das Stück an einer Dialogstelle als das einer norwegischen Autorin namens Karen Bergen benannt: La Disparue. Auch in einigen filmographischen Verzeichnissen, z. B. in L’Avant-Scène Cinéma, Nr. 303–304, wird es so übernommen und sogar mit Übersetzer-Namen angegeben. In der Sekundärliteratur wird allerdings angenommen, dass Autorin und Titel Truffauts eigene Erfindung waren.

### „Dokumentarische“ Aufnahmen
An einigen Stellen sind in die Spielfilmhandlung sehr kurze, dokumentarisch-wirkende Schwarz-Weiß-Aufnahmen aus der Pariser Metro eingebaut. Sie sind allerdings nicht während der Okkupationszeit entstanden, sondern stammen aus dem Kurzfilm La Première Nuit von Georges Franju aus dem Jahr 1958.

### Musik
Neben der von Georges Delerue für den Film geschriebenen Originalmusik gibt es in Die letzte Metro die folgenden Gesangsstücke zu hören – manche in voller Länge, manche in Ausschnitten: Während des Vorspanns und später noch einmal aus dem Radio ist das Chanson Mon amant de Saint-Jean, gesungen von Lucienne Delyle, zu hören; im Vorübergehen, auf dem Weg zum Theater, hört Marion es noch ein weiteres Mal, da vorgetragen von einem Straßensänger; ein anderes, ebenfalls bei Lucas im Keller aus dem Radio zu hörendes Chanson ist Sombreros et Mantilles von Rina Ketty; auf der Bühne des Cabarets La Joconde, in das Jean-Loup die Schauspieler eingeladen hat, singt, begleitet von einer kleinen Combo, Renata das Lied Bei mir bist du schön – den Titel auf Deutsch, den übrigen Text auf Französisch; in der dialoglosen Szene, in der Bernards Kamerad Christian verhaftet wird, singt ein Kinderchor das Kirchenlied Pitié mon Dieu; das Lied, das die Schauspieler und Mitarbeiter des Théâtre Montmartre bei der Premierenfeier anstimmen, trägt den Titel Prière à Zumba und es war ein in Frankreich um 1940 herum bekannter Schlager, den ebenfalls Lucienne Delyle gesungen hatte.

## Kritiken
Die Problematik, die mit diesem Film aufgeworfen ist, hat kurz nach dem Kinostart im Deutschland Hellmuth Karasek im SPIEGEL beschrieben: „Seit Truffauts Letzte Metro in Frankreich zum größten Kassenschlager des Jahres 80 avancierte und zehn (von dreizehn möglichen) ‚Cesars‘ … einheimste, ist der Film ein beliebtes Streit- und Diskussionsobjekt: ob man denn das darf, die Nazi-Okkupation von Paris, während der die Gestapo und ihre französischen Kollaborateure Paris nach Juden durchschnüffeln, mit einem zartbitteren Melodram unter Theaterleuten zu mischen.“
Positive damalige Stimmen klangen u. a. so:
„In subtilem Ausgleich von Heiterem und Tragischem greifen Spiel und Wirklichkeit ineinander und reflektieren so das Verhältnis von Politik und Kultur“, befand das Lexikon des Internationalen Films. Der Evangelische Filmbeobachter urteilte: „Mit seinem unnachahmlichen, sensibel-ironischen Touch verschmilzt Truffaut Elemente aus klassischen Theaterfilmen zu einer neuen, heiter-besinnlichen Einheit.“ Filmecho sprach von einem „wahrhaftige[n] Kaleidoskop von Beobachtungen, von Zeitschilderungen, von Milieuzeichnungen; voll Lebendigkeit: interessant, überraschend, wahrhaftig“.

## Auszeichnungen und Nominierungen
César 1981
Gewonnen:
- Bester Film (François Truffaut)
- Beste Regie (François Truffaut)
- Bester Hauptdarsteller (Gérard Depardieu)
- Beste Hauptdarstellerin (Catherine Deneuve)
- Bestes Drehbuch (François Truffaut, Suzanne Schiffman)
- Beste Kamera (Néstor Almendros)
- Bester Schnitt (Martine Barraqué)
- Beste Filmmusik (Georges Delerue)
- Bestes Szenenbild (Jean-Pierre Kohut-Svelko)
- Bester Ton (Michel Laurent)

Nominiert:
- Bester Nebendarsteller (Heinz Bennent)
- Beste Nebendarstellerin (Andréa Ferréol)

Weitere
- 1981: Oscar-Nominierung für den besten fremdsprachigen Film
- 1981: Golden-Globe-Nominierung für den besten fremdsprachigen Film
- 1981: David di Donatello für die beste ausländische Schauspielerin (Catherine Deneuve)
- 1981: Boston Society of Film Critics Award für den besten fremdsprachigen Film
- 1981: Nominierung für das Silberne Band des Nastro d’Argento für den besten fremdsprachigen Regisseur (François Truffaut)
- 1981: National Board of Review – Top ausländische Filme
- 1981: Nominierung der New York Film Critics Circle für den besten fremdsprachigen Film (3. Platz)

## Synchronisation
| Rolle             | Darsteller         | Synchronsprecher |
| ----------------- | ------------------ | ---------------- |
| Marion Steiner    | Catherine Deneuve  | Renate Küster    |
| Bernard Granger   | Gérard Depardieu   | Gerd Böckmann    |
| Jean-Loup Cottins | Jean Poiret        | Holger Hagen     |
| Arlette Guillaume | Andréa Ferréol     | Emely Reuer      |
| Nadine Marsac     | Sabine Haudepin    | Uschi Wolff      |
| Daxiat            | Jean-Louis Richard | Wolfgang Hess    |

## DVD
Die letzte Metro. (Teil der François Truffaut Collection.) Concorde Home Entertainment, 2004. – Enthält als Extra u. a. Ausschnitte aus der TV-Sendung La nuit des César 1981.